# Atlantic City, U.S.A.
Atlantic City, U.S.A. (originaltitel: Atlantic City) är en engelskspråkig dramafilm från 1980 i regi av Louis Malle. Den var en samproduktion mellan franska, kanadensiska och amerikanska bolag.
Den hade världspremiär den 2 september 1980 vid filmfestivalen i Venedig, där den vann priset Guldlejonet för bästa film. Den svenska premiären skedde den 6 juli 1981.

## Handling
Sally (Susan Sarandon) söks upp av sin före detta man Dave (Robert Joy) och syster som stulit ett knarkparti. Dave mördas och knarket kommer i händerna på Sallys granne Lou (Burt Lancaster), som börjar göra affärer för att uppfylla sina drömmar.

## Rollista i urval
- Burt Lancaster – Lou Pascal
- Susan Sarandon – Sally Matthews
- Kate Reid – Grace Pinza
- Robert Joy – Dave Matthews
- Hollis McLaren – Chrissie
- Michel Piccoli – Joseph
- Al Waxman – Alfie
- Robert Goulet – sig själv

## Om filmen
Filmen är inspelad i Atlantic City, Margate, Montréal, New York och Philadelphia.

## Musik i filmen
- "Atlantic City, My Old Friend", text och musik Paul Anka
- "Norma", framförd av Elizabeth Harwood och London Philharmonic Orchestra
- "Song of India"
- "On the Boardwalk of Atlantic City"